# Championnats de France d'athlétisme 1977
Navigation
Championnats 1976 Championnats 1978
Les Championnats de France d'athlétisme 1977 ont eu lieu du 22 au 24 juillet 1977 à Nevers sur le stade la Baratte. 
Le niveau de la compétition a été relevé par la participation d'athlètes d'autres continents, en particulier celle des Américains, Rory Kotinek, vainqueur du saut en hauteur avec un bond de 2,28 mètres, et le trio de perchistes Tully, Bell et Ripley, réussissant les deux premiers, 5, 40 mètres, et le troisième, 5,30 mètres [1]. 

## Palmarès
| Discipline        | Hommes             | Hommes        | Femmes                   | Femmes       |
| ----------------- | ------------------ | ------------- | ------------------------ | ------------ |
| 100 m             | Lucien Sainte-Rose | 10 s 53       | Annie Alizé              | 11 s 62      |
| 200 m             | Joseph Arame       | 21 s 06       | Annie Alizé              | 23 s 65      |
| 400 m             | Francis Demarthon  | 46 s 38       | Catherine Delachanal     | 53 s 62      |
| 800 m             | José Marajo        | 1 min 46 s 7  | Marie-Françoise Dubois   | 2 min 00 s 7 |
| 1 500 m           | Francis Gonzalez   | 3 min 37 s 1  | Joëlle Debrouwer         | 4 min 18 s 5 |
| 3 000 m           | -                  | -             | Christine Seeman         | 9 min 30 s 7 |
| 5 000 m           | Jacky Boxberger    | 13 min 46 s 5 | -                        | -            |
| 100 m haies       | -                  | -             | Sylvie Tarlin            | 13 s 59      |
| 110 m haies       | Jean-Pierre Corval | 14 s 02       | -                        | -            |
| 400 m haies       | Luc Baggio         | 50 s 49       | Catherine Richard        | 59 s 27      |
| 3 000 m steeple   | Philippe Gauthier  | 8 min 41 s 5  | -                        | -            |
| Saut en longueur  | Jacques Rousseau   | 7,97 m        | Sylvie Tarlin            | 6,20 m       |
| Triple saut       | Bernard Lamitié    | 16,40 m       | -                        | -            |
| Saut en hauteur   | Paul Poaniewa      | 2,21 m        | Marie-Christine Debourse | 1,85 m       |
| Saut à la perche  | Jean-Michel Bellot | 5,20 m        | -                        | -            |
| Lancer du poids   | Arnjolt Beer       | 18,53 m       | Léone Bertimon           | 16,71 m      |
| Lancer du disque  | Frédéric Piette    | 59,72 m       | Noëlle Marlard           | 48,30 m      |
| Lancer du marteau | Philippe Suriray   | 65,28 m       | -                        | -            |
| Lancer du javelot | Penisio Lutui      | 76,64 m       | Nicole Besso             | 51,62 m      |
| Décathlon         | Yves Le Roy        | 7 928 pts     | -                        | -            |
| Pentathlon        | -                  | -             | Marie-Christine Debourse | 4 228 pts    |